# Huangalá
Huangalá es una villa peruana ubicada en el distrito de Sullana, perteneciente a la provincia homónima del departamento de Piura, al norte del Perú. 

## Ubicación
Huangalá se ubica al oeste de la provincia de Sullana, en el distrito homónimo, en el departamento de Piura. Se ubica cerca al río Chira. 

## Demografía
En 2017 Huangalá tenía una población de 4671 habitantes.
| Gráfica de evolución demográfica de Huangalá entre 1993 y 2017 |
|                                                                |
| Fuentes: Población 1993 y 2017                                 |